# كريس والاس
كريس والاس (بالإنجليزية: Chris Wallace (computer scientist))‏ (و. 1933 – 2004 م) هو فيزيائي، وعالِم حاسب آلي، وإحصائي من أستراليا .
وكان عضواً في رابطة مكائن الحوسبة .

## التعليم
تعلم في جامعة سيدني